# شهریارک‌های رنگ‌پریده
شهریارک‌های رنگ‌پریده (نام علمی: Symposiachrus) نام یک سرده از خانواده مگس‌گیر شهریار است.

## گونه‌ها
شامل ۱۹ گونه زیر است:
- شهریارک سیاه (Symposiachrus axillaris)
- شهریارک بال‌لکه‌ای (Symposiachrus guttula)
- شهریارک تانیمبار (Symposiachrus mundus)
- شهریارک فلورس (Symposiachrus sacerdotum)
- شهریارک چانه‌سیاه (Symposiachrus boanensis)
- شهریارک عینکی (Symposiachrus trivirgatus)
- شهریارک ملوک (Symposiachrus bimaculatus)
- شهریارک دم‌سفید (Symposiachrus leucurus)
- شهریارک نوک‌سفید (Symposiachrus everetti)
- شهریارک نوک‌سیاه (Symposiachrus loricatus)
- شهریارک کوفیاو (Symposiachrus julianae)
- شهریارک بیاک (Symposiachrus brehmii)
- شهریارک کلاه‌دار (Symposiachrus manadensis)
- شهریارک مانوس (Symposiachrus infelix)
- شهریارک موساو (Symposiachrus menckei)
- شهریارک دم‌سیاه (Symposiachrus verticalis)
- شهریارک سلیمان (Symposiachrus barbatus)
- شهریارک کلومبانگارا (Symposiachrus browni)
- شهریارک یقه‌سفید (Symposiachrus vidua)